# 山口新闻
《山口新闻》（Yamaguchi Shimbun、やまぐちしんぶん）是株式会社みなと山口合同新闻社（Minato-Yamaguchi Co., Ltd.）所发行的报纸。创刊于1946年（昭和21年），总社在日本下关市。其主要发行地区为山口县，该社为山口县的地方报纸代表。另外，知名小说家古川薫曾在此社任职记者。
- 该社除了《山口新闻》以外，还制作发行专门报道有关水产业的《MINATO新闻》（日语称：みなと新聞）。《MINATO新闻》是全日本发行量最多的水产新闻。

## 历史
- 1946年　专门报道有关水产业的报纸《みなと新闻》创刊。
- 1952年　把《みなと新闻》报道下关市内的事件栏目独立成晚报。（晨报是现在的《みなと新闻》）
- 1954年　晚报的名称改为《夕刊みなと》。
- 1969年　刊头改为《山口新闻》，同时改成晨报。
- 2006年　迎接创刊60周年。

## みなと山口合同新闻社概要

### 总社
- 山口县下关市东大和町１-１-７ 山口新闻会馆

#### 山口新闻概要

##### 总局
- 下关市东大和町1-1-7 山口新闻会馆

##### 支社
- 山口县内
  - 下关支社：山口县下关市东大和町1-1-7
  - 周南支社：山口县周南市本町1-25
  - 山口支社：山口县山口市吉敷下东1-3-1
  - 宇部支社：山口县宇部市常盤町1-6-4
- 山口县外
  - 东京支社：东京都港区东新桥1-3-9
  - 大阪支社：大坂府大阪市福岛区野田1-1-86

##### 支局
- 山口县内
  - 岩国、柳井、防府、萩、长门、美祢、山阳小野田、下关丰浦、下关丰田
- 山口县外
  - 广岛

#### MINATO新闻概要
该社制作发行的MINATO新闻是一份专门报道有关水产业的日刊报纸。

##### 总局
- 下关市东大和町1-1-7 山口新闻会馆

##### 支社
- 下关支社：下关市东大和町1-1-7
- 东京支社：东京都港区东新桥1-3-9
- 北海道支社：札幌市北区北7条西2-6-501
- 东北支社：仙台市若林区卸町4-7-8
- 大阪支社：大阪市福岛区野田1-1-86
- 中四国支社：广岛市中区帜町8-5-201
- 九州支社：福冈市中央区长浜3-11-3-1001

##### 支局
- 东京（中央区築地）、名古屋、高松、长崎、鹿儿岛

##### 通信部
- 浦添（冲绳县）

## 合作媒体
- 青岛日报社

## 相关出版物
- みなと新闻（英文称Minato Shimbun）
- 週刊リフレッシュ